# Rejon Şabran
Rejon Şabran (azer. Şabran rayonu) – rejon we wschodnim Azerbejdżanie.